# 정혜원 (작가)
정혜원은 대한민국의 텔레비전 드라마 작가이다. 

## 드라마
- SBS 극본 공모전 우수상 《모던동화》 ... 집필
- 2013년 tvN 아침 일일연속극 《미친 사랑》 ... 공동집필
- 2021년 KBS2 저녁 일일연속극 《미스 몬테크리스토》 ... 집필

## 애니메이션
- 웹툰 《아는 귀신》 ... 공동집필

## 기타
- 막동이 시나리오 공모전 가작 《포이즌》